# تیم ملی والیبال مردان پورتوریکو
تیم ملی والیبال مردان پرتوریکو تیم ملی والیبال مردان کشور پرتوریکو است.